# 娜杰日达·奥特克
娜杰日达·帕夫洛芙娜·奥特克（俄语：Надежда Павловна Отке，羅馬化：Nadezhda Pavlovna Otke，1941年7月1日—），俄羅斯楚科奇族政治人物，出生于楚科奇乌埃连村。娜杰日达曾任苏联共青团楚科奇区委书记等职，1980年—1990年间担任苏联共产党楚科奇自治区区委书记、执行委员会主席。

## 生平
娜杰日达·奥特克出生在当地的干部家庭。1961年，娜杰日达毕业于阿纳德尔师范学校（Анадырское педучилище），而后赴洛里诺村担任一所小学的校长，同年兼任共青团楚科奇民族区委员会书记。1963年—1967年间，娜杰日达在马加丹师范学院（Магаданском педагогическом институте）就读，她同时修读于苏共中央下属的高等党校。
1980年，娜杰日达毕业，同年当选为苏共楚科奇区委第一书记、楚科奇自治区执行委员会主席和苏联最高苏维埃主席团成员。在她的任内楚科奇的黄金与煤炭产量有所提升。1990年卸任，在地区教育部门工作。退休后居住于莫斯科。

## 家庭
娜杰日达是家中长女，有四个妹妹，她的父亲是第三任楚科奇行政首长帕夫拉·奥特克。